# Incarnazione (cristianesimo)

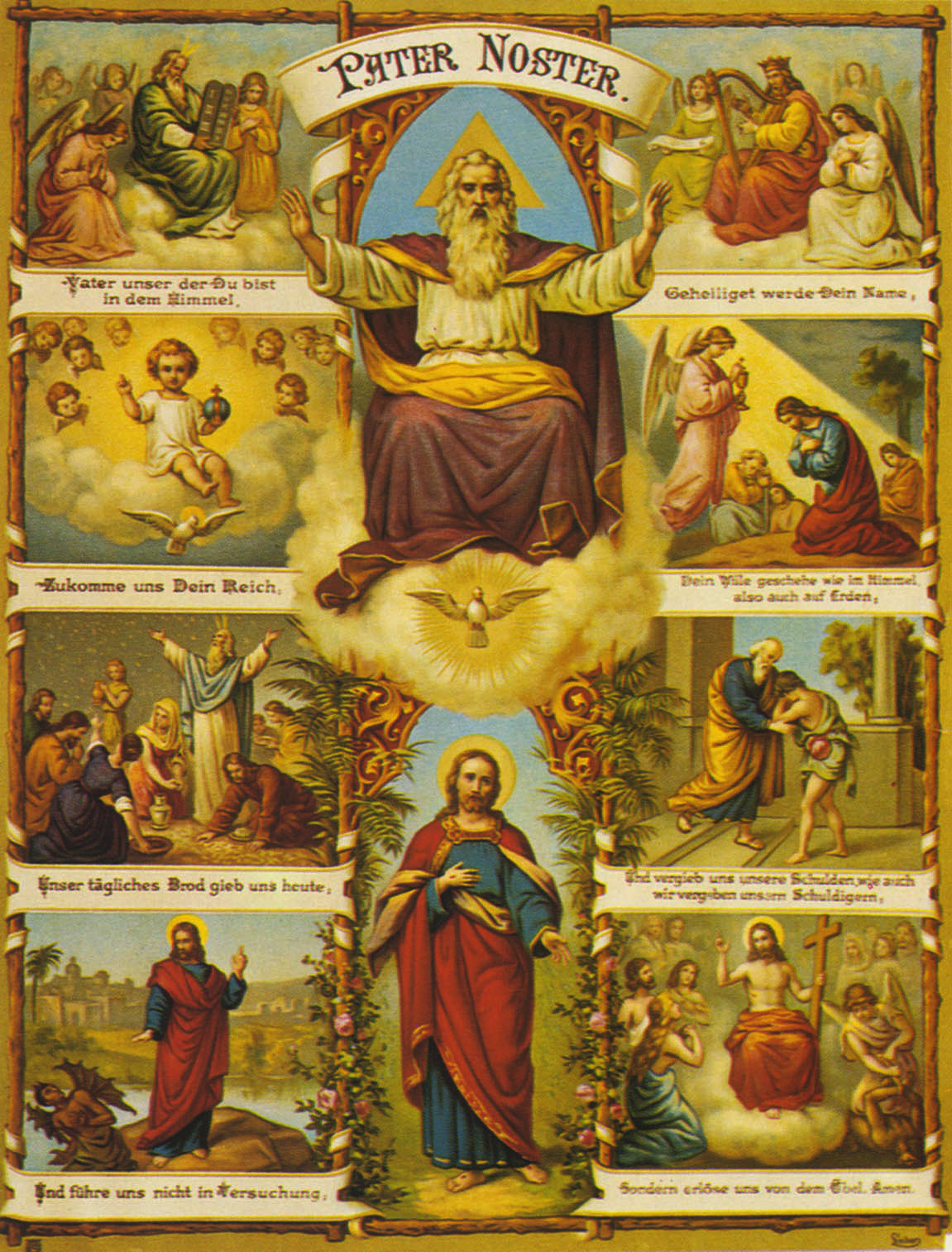
l'Incarnazione illustrata come parte di un ciclo della vita di Gesù con la Trinità nella colonna centrale (cromolitografia di Fridolin Leiber, XIX secolo)

L'Incarnazione nel cristianesimo è il momento in cui la seconda persona della Trinità, il Figlio di Dio, oppure il Logos (Verbo), «divenne carne» (Gv 1,14) quando fu concepito nel grembo di una Donna, Maria Vergine, chiamata con un titolo non biblico Theotókos (in greco Θεοτόκος; in latino Dei genitrix o in italiano Deipara) – letteralmente colei che genera Dio e spesso reso in italiano con «Madre di Dio».
L'Incarnazione è un fondamentale insegnamento teologico del cristianesimo ortodosso (Niceno), basato sulla sua interpretazione del Nuovo Testamento. L'Incarnazione è il fatto che la seconda increata ipostasi (termine greco tradotto in latino con persona) del Dio Uno e Trino, al momento stesso del concepimento nel grembo della Vergine Maria, assunse la natura umana con un corpo (chiamato anche carne) e un'anima razionale umani, rimanendo Dio: la natura umana si aggiunse a quella divina preesistente all'Incarnazione, e il Verbo così divenne vero uomo e vero Dio (sant'Atanasio di Alessandria). Nella Bibbia l'affermazione più chiara si trova in Giovanni 1:14: «E il Verbo si fece carne e venne ad abitare in mezzo a noi».
Nell'Incarnazione, come definita da tutte le Chiese che aderiscono al Concilio di Calcedonia, la natura divina del Figlio si unì con la natura umana in una Persona divina-umana che è Gesù di Nazareth, Gesù Cristo che fu quindi simultaneamente «vero Dio e vero uomo». L'Incarnazione viene commemorata ogni anno a Natale, con un riferimento anche alla Festa dell'Annunciazione. 
Questo è fondamentale per la fede tradizionale osservata dalla maggior parte dei cristiani. Opinioni alternative sul tema (cfr. Ebioniti e la Vangelo secondo gli Ebrei) sono state proposte nel corso dei secoli (vedi sotto), ma tutte respinte dagli organismi cristiani tradizionali.
Una dottrina alternativa nota come "Unitarianismo" è stata adottata da vari gruppi pentecostali (vedi sotto).

## Etimologia
Il termine incarnazione deriva dal verbo latino ecclesiastico incarno, a sua volta derivante dal prefisso in- e ''caro, "carne", col significato "fare di carne" o "esser fatto di carne". Il verbo incarno non appare nella Bibbia latina, ma il termine viene estratto dal Vangelo secondo Giovanni "et Verbum caro factum est" "e il Verbo si fece carne" (Giovanni 1:14, Bibbia CEI).

## Descrizione e sviluppo della dottrina tradizionale
All'inizio dell'era cristiana, ci fu un notevole disaccordo tra i cristiani circa la natura dell'Incarnazione di Cristo. Mentre tutti i cristiani credevano che Gesù fosse davvero il Figlio di Dio, l'esatta natura della filiazione venne contestata, insieme con il rapporto preciso del "Padre" col "Figlio" e lo "Spirito Santo" di cui al Nuovo Testamento. Sebbene Gesù fosse chiaramente il "Figlio", che cosa significava esattamente? Il dibattito su questo tema imperversò soprattutto durante i primi quattro secoli del cristianesimo e coinvolse ebrei cristiani, gnostici, seguaci del presbitero Ario di Alessandria, e i seguaci di Sant'Atanasio il Grande che scrisse il trattato Sull'Incarnazione del Verbo, e diversi altri.

### Concilio di Nicea 325

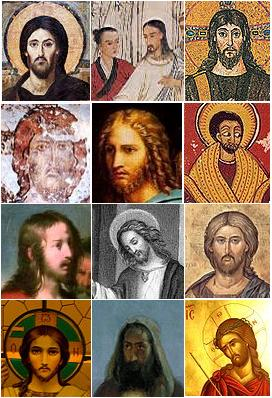
Rappresentazioni di Gesù nella varie tradizioni

Le definizioni maggiormente accettate dell'Incarnazione e della natura di Gesù furono proposte dal Primo Concilio di Nicea nel 325, dal Concilio di Efeso nel 431 e dal Concilio di Calcedonia nel 451. Nel IV secolo Ambrogio di Milano scrisse Il Mistero dell'Incarnazione del Signore, inquadrando il tema come uno dei misteri fondamentali della fede cristiana. 
Questi concili dichiararono che Gesù era sia pienamente Dio, generato ma non creato dal Padre; sia pienamente uomo, prendendo carne e natura umana da Maria Vergine. Queste due nature, umana e divina, erano ipostaticamente unite nella persona/personalità di Gesù Cristo.
Alla fine, la Chiesa cristiana accettò l'insegnamento di Sant'Atanasio e dei suoi alleati, che Cristo era l'incarnazione della seconda persona eterna della Trinità, che era vero Dio e vero uomo contemporaneamente. Tutte le convinzioni divergenti furono definite come eresie. Tra queste, il docetismo, che asseriva Gesù fosse un essere divino che aveva assunto l'aspetto umano ma non la carne; l'arianesimo, che dichiarava che Cristo fosse un essere creato, e il nestorianesimo, che sosteneva che il figlio di Dio e l'uomo Gesù condividevano lo stesso corpo, ma mantenevano due nature distinte. La credenza unitaria di certe chiese pentecostali moderne viene reputata eretica dalla maggior parte degli organismi cristiani tradizionali.
Un modo moderno per enunciare questo credo cristiano è la dichiarazione del romanziere cattolico francese Joseph Malègue (1876–1940) nel suo Augustin ou le Maïtre est là: "Non è Cristo che mi è incomprensibile se Egli è Dio, è Dio che mi è strano, se non è Cristo".

### Chiesa ortodossa e cattolica bizantina
Il significato dell'Incarnazione è stato ampiamente discusso nel corso di tutta la storia cristiana ed è oggetto di innumerevoli inni e preghiere. Per esempio, la Divina Liturgia di San Giovanni Crisostomo (ca. 400), secondo l'usanza dei cristiani ortodossi orientali e dei cattolici bizantini, include questo "Inno al Figlio Unigenito":
O Figlio unigenito e Verbo di Dio,
Che, essendo immortale,
Ti sei degnato per la nostra salvezza
Di incarnarti
Dalla Santa Theotókos e sempre vergine Maria,
E Ti sei fatto uomo senza cambiamento;
Tu fosti anche crocifisso,
O Cristo, nostro Dio,
E con la morte hai calpestato la morte,
Essendo uno della Santa Trinità,
Glorificato con il Padre e lo Spirito Santo –
Salvaci!

### Chiese siriache occidentali
Le Chiese siriache occidentali - siriaco-ortodossa, ortodossa malankarese, cattolica siro-malankarese, cattolica siriaca e cattolica maronita - che celebrano principalmente il Santo Qurbono della Liturgia di san Giacomo (ca. 60) hanno un ma‛neetho simile, un inno poetico, tradizionalmente attribuito al Vescovo Severo, patriarca di Antiochia dal 512 alla morte (538):
Io Ti esalterò, Signore e Re,
Figlio unigenito e Verbo
Del Padre celeste,
Immortale per natura, Tu sei disceso in grazia
Per la salvezza
E la vita per tutto il genere umano; ti sei incarnato
Dalla santa,
Gloriosa, pura Vergine
Maria, Madre di Dio
E Ti sei fatto uomo senza alcun cambiamento;
Fosti crocifisso per noi.
O Cristo, nostro Dio,
Che con la Tua morte hai calpestato e distrutto la nostra morte,
Che sei Uno della Santa Trinità,
Adorato e onorato con
Il Padre e lo Spirito Santo,
Abbi pietà di noi tutti.
Il Credo atanasiano (V secolo) e quello niceno contengono una definizione tradizionale comprensiva dell'Incarnazione.

### Interpretazione cattolica
Secondo Tommaso d'Aquino, il fine principale dell'Incarnazione è la Redenzione del genere umano dal peccato originale (v. anche Cur Deus homo). Nel XX secolo si è diffusa tra i teologia cattolici la tesi di Palamas, Cabasilas e Giuseppe Briennio secondo i quali l'incarnazione avrebbe avuto luogo anche se Adamo ed Eva non avessero commesso il peccato originale: il fine ultimo dell'incarnazione era il completamento della creazione Divina e il compimento del progetto divino di introdurre l'uomo nella filiazione e nella vita di Dio, partecipazione che non sarebbe stata possibile se Gesù cristo non si fosse abbassato ad assumere la condizione umana.
A loro avviso, il peccato originale non fu privo di conseguenze, al contrario fece sì che la morte di Cristo dovesse avvenire in forma crucis al fine di espiare Il peccato originale.
Il 9 gennaio 2013 Papa Benedetto XVI si è voluto soffermare sul "mistero dell'Incarnazione", per ribadire la sua unicità nell'ambito della dottrina cristiana e, più specificatamente, cattolica:
Il "Verbo si fece carne" è una di quelle verità a cui ci siamo così abituati che quasi non ci colpisce più la grandezza dell’evento che essa esprime... qualcosa di assolutamente impensabile, che solo Dio poteva operare e in cui possiamo entrare solamente con la fede. Il Logos, che è presso Dio, il Logos che è Dio, il Creatore del mondo, (cfr. Gv 1,1), per il quale furono create tutte le cose (cfr. 1,3), che ha accompagnato e accompagna gli uomini nella storia con la sua luce (cfr. 1,4-5;1,9), diventa uno tra gli altri, prende dimora in mezzo a noi, diventa uno di noi (cfr. 1,14). Il Concilio Ecumenico Vaticano II afferma: «Il Figlio di Dio ... ha lavorato con mani d’uomo, ha pensato con mente d’uomo, ha agito con volontà d’uomo, ha amato con cuore d’uomo. Nascendo da Maria Vergine, egli si è fatto veramente uno di noi, in tutto simile a noi fuorché nel peccato» (Cost. Gaudium et spes, 22). È importante allora recuperare lo stupore di fronte a questo mistero, lasciarci avvolgere dalla grandezza di questo evento: Dio, il vero Dio, Creatore di tutto, ha percorso come uomo le nostre strade, entrando nel tempo dell’uomo, per comunicarci la sua stessa vita (cfr. 1 Giovanni 1,1-4). E lo ha fatto non con lo splendore di un sovrano, che assoggetta con il suo potere il mondo, ma con l’umiltà di un bambino.»
(Benedetto XVI, udienza 9/1/2013)

### Protestantesimo contemporaneo

#### Jürgen Moltmann
Il legame tra l'Incarnazione e l'Espiazione nel contesto della teologia sistematica è complesso. All'interno dei modelli tradizionali dell'Espiazione, come l'"espiazione sostitutiva" o la "teoria della soddisfazione espiativa", o Christus Victor, Cristo deve essere umano in modo che il sacrificio sulla croce sia efficace, in modo che i peccati degli uomini siano "rimossi" e/o "vinti". Nella sua opera Trinität und Reich Gottes. Zur Gotteslehre (Trinità e Regno di Dio, Jürgen Moltmann differenzia tra ciò che chiama un'Incarnazione "fortuita" e una "necessaria". Quest'ultima le dà un'enfasi soteriologica: il Figlio di Dio diventa uomo per salvarci dai peccati. La prima invece è una realizzazione dell'Amor di Dio, del Suo desiderio di esser presente e vivere in mezzo all'umanità, di "camminare nel giardino" con noi. Moltmann favorisce l'Incarnazione "fortuita" innanzi tutto perché sente che parlare di un'incarnazione di "necessità" è come fare un'ingiustizia alla vita di Cristo. L'opera di Moltmann, insieme ad altri teologi sistematici, aprono la strada alla cristologia della liberazione.

## Opinioni alternative dell'Incarnazione

### Michele Serveto

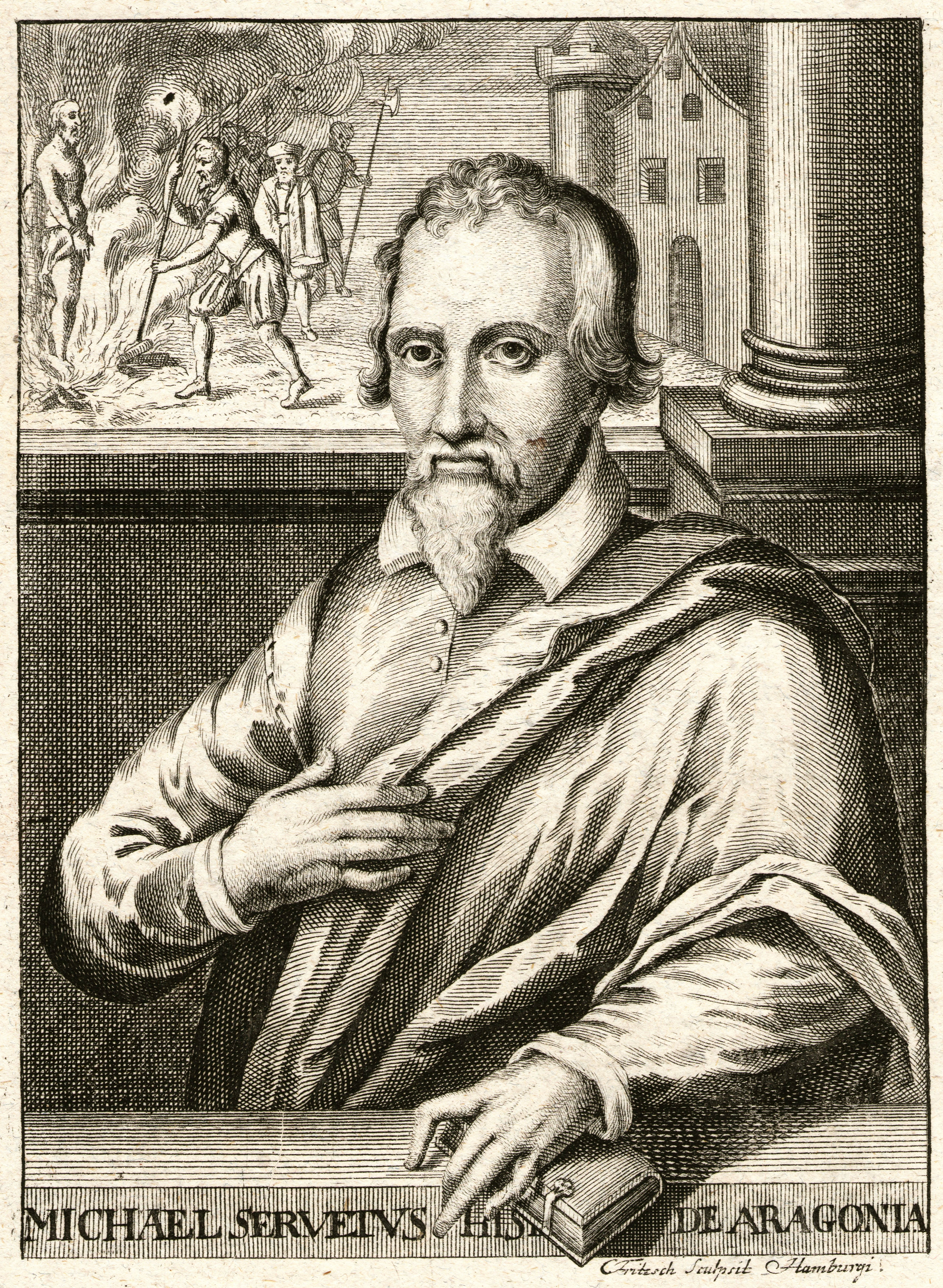
Michele Serveto

Durante la Riforma, Michele Serveto (1511–1553) insegnò una teologia dell'Incarnazione che negava il trinitarismo, insistendo che i trinitari classici erano essenzialmente dei triteisti che avevano rigettato il monoteismo biblico a favore della filosofia greca. Il Figlio di Dio, Serveto asseriva, non è un essere eternamente esistente, ma piuttosto un Logos più astratto (una manifestazione dell'Unico Vero Dio, non una persona separata) incarnato. Per tale ragione Serveto si rifiutò di chiamare Cristo "l'eterno Figlio di Dio" preferendo invece "il Figlio del Dio eterno",
Nel descrivere la teologia di Serveto sul Logos, Andrew Dibb (2005) commenta: "In Genesi Dio si rivela quale Creatore. In Giovanni Egli rivela di aver creato mediante la Parola, o Logos. Infine, sempre Giovanni, mostra che questo Logos divenne carne e "dimorò tra noi". La creazione avvenne da una parola enunciata, poiché Dio disse "Sia la..." La parola enunciata in Genesi, il Logos di Giovanni e il Cristo, sono tutti la stessa e unica cosa."
Condannato sia dalla Chiesa cattolica che dalle chiese protestanti a causa della sua cristologia eterodossa, Serveto fu bruciato al rogo per eresia nel 1553 dai protestanti riformati a Ginevra in Svizzera. Il riformatore francese Giovanni Calvino, che aveva affermato di voler giustiziare Serveto se mai avesse posto piede a Ginevra a causa delle sue opinioni non riformate sulla Trinità e sul sacramento del Battesimo, richiese che Serveto venisse decapitato come traditore piuttosto che bruciato come eretico, ma le autorità insistettero che fosse messo al rogo.

### Ariani inglesi
Gli ariani post-riforma, come William Whiston (1667–1752), spesso mantenevano una convinzione dell'Incarnazione in linea con la personale preesistenza di Cristo. Whiston considerava che l'incarnazione fosse del Logos che era preesistito come un'esistenza metafisika, in potentia o nella guisa della più alta e sublime Foggia nel Padre come sua Sapienza o Parola prima della sua reale Creazione o Generazione.

### Sociniani e unitariani

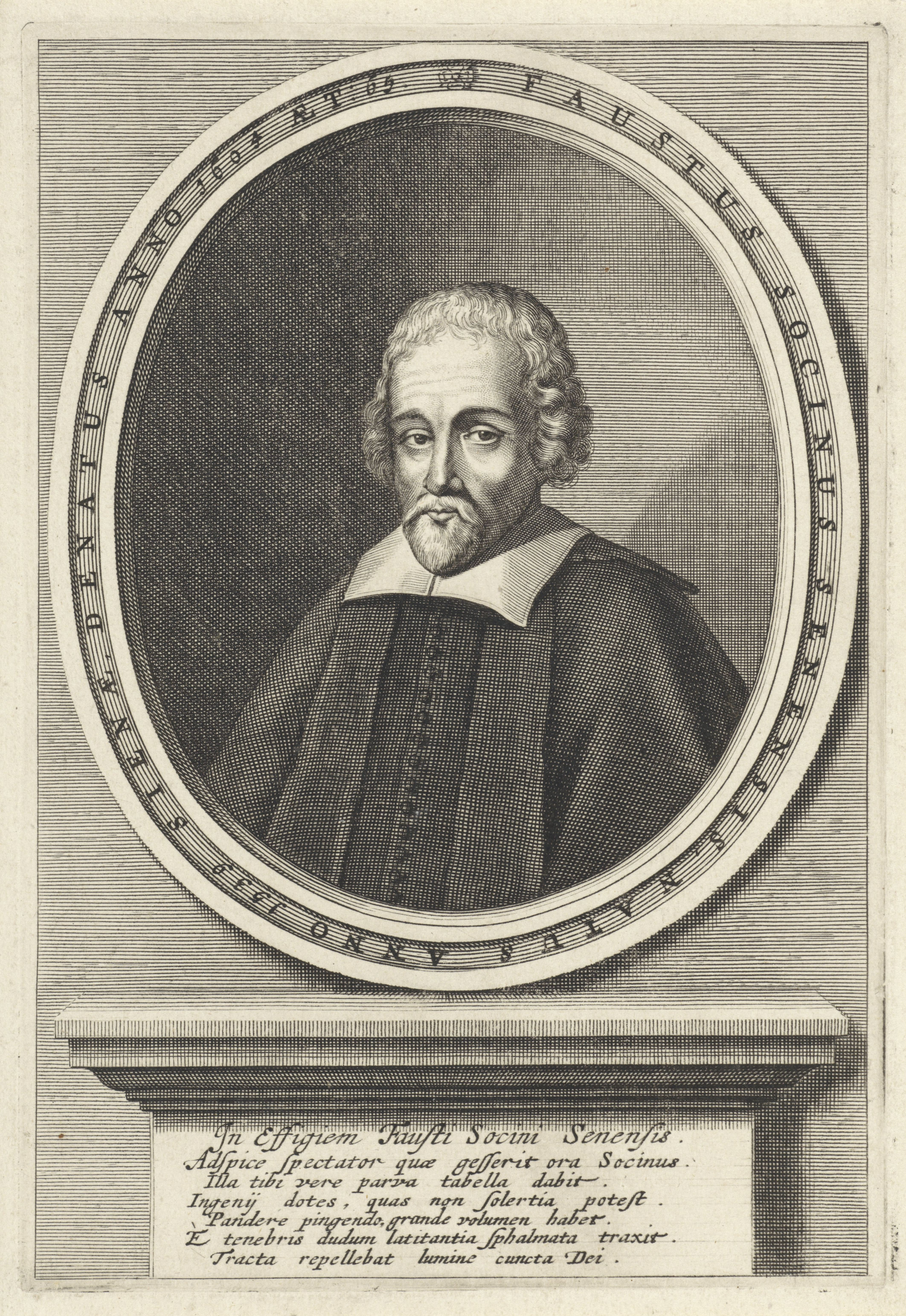
Fausto Sozzini noto anche come Faustus Socinus

Serveto respinse l'arianesimo, perché negava la divinità di Gesù, quindi è certo che egli avrebbe anche rifiutato il socinianesimo come una forma di arianesimo che rifiuta sia Gesù come Dio, sia che Gesù sia esistito consapevolmente prima della sua nascita, concetto che la maggioranza dei gruppi ariani accettano. Fausto Sozzini (fattosi chiamare Socinus) e gli scrittori del movimento dei "Fratelli Polacchi", come Samuel Przypkowski, Marcin Czechowic e Johann Ludwig von Wolzogen, vedevano l'incarnazione come in primo luogo una funzione di paternità: vale a dire, che Cristo era letteralmente sia "Figlio dell'Uomo" da parte materna sia letteralmente anche "Figlio di Dio" da parte paterna. Il concetto di incarnazione - "il Verbo si fece carne e venne ad abitare in mezzo a noi" - veniva inteso come parola o logos nel senso letterale di Salmi 33:6, parola fattasi uomo da nascita verginale ("Dalla parola del Signore... dal soffio della Sua bocca..."). Sozzini, Przypkowski e altri scrittori sociniani si distinguevano da Serveto nel dire che Gesù "disceso dal cielo" era a significare principalmente il concepimento miracoloso di Maria e non che Gesù in senso letterale era disceso dal paradiso dove già dimorava. Oggi il numero di chiese con una cristologia sociniana è molto ridotto: il principale gruppo noto sono i cristadelfiani; altri gruppi includono la "Chiesa di Dio - Conferenza Generale (Fede abramica)" (CoGGC) e la "Chiesa della Beata Speranza" (CGAF). Gli scrittori sociniani moderni o "Unitariani Biblici" generalmente sostengono che "si fece carne" non significa solo "fatto di un corpo", ma un'incarnazione (termine che questi gruppi cercano di evitare) che richiede a Gesù di avere una natura soggetta a tentazioni e mortale come la madre.

### Incarnazione unitariana
In contrasto alla succitata opinione tradizionale dell'Incarnazione, gli aderenti al Pentecostalismo Unitario credono nella dottrina del Unitarianismo. Sebbene sia l'unitarianismo che il cristianesimo tradizionale insegnino che Dio è uno Spirito singolare, i membri dell'unitarianismo rigettano l'idea che Dio sia una Trinità di persone. La dottrina unitariana insegna che esiste un solo Dio che si manifesta in modi differenti, e non una Trinità, dove Dio è considerato come un essere consistente di tre persone distinte. Per il pentecostale unitariano, Gesù è visto come pienamente divino e pienamente umano. Il termine Padre si riferisce a Dio stesso, che ha causato il concepimento del Figlio di Maria, divenendo così il padre del bambino che ella ha portato in seno. Il termine "Figlio" si riferisce al corpo nel quale Gesù ha dimorato e lo Spirito Santo si riferisce alla manifestazione dello Spirito di Dio dentro e intorno al Suo popolo. Quindi il Padre non è il Figlio - e questa distinzione è fondamentale - ma è nel Figlio come pienezza della sua natura divina. I trinitari tradizionali ritengono che il Figlio sia sempre esistito come seconda persona eterna della Trinità; i seguaci dell'unitarianismo credono che il Figlio non sia venuto in essere fino al momento dell'Incarnazione, quando l'unico e solo vero Dio ha assunto carne umana per la prima, unica e ultima volta nella storia.

## Il paradosso del simbolo
Il fatto che "incarnazione" non sia un termine biblico (cfr. supra) potrebbe essere una ragione contro il suo utilizzo come termine religioso, ma non un motivo contro il suo uso in teologia. Paul Tillich, nella sua più importante opera – Teologia sistematica (4 voll., Claudiana, Torino 1996-2006) – afferma che, come interpretazione teologica, l'evento su cui si fonda il cristianesimo necessita di un attento scrutinio teologico e di un'acuta delineazione. La prima questione da considerare è ovviamente: Chi è l'oggetto dell'incarnazione? Se la risposta è "Dio", si potrebbe continuare dicendo che "Dio è diventato uomo" e che tale è il paradosso del messaggio cristiano. Tuttavia l'asserzione che "Dio è diventato uomo" non è un'affermazione paradossale bensì insensata. È una combinazione di parole che ha senso solo se non intende significare ciò che le parole intendono. La parola "Dio" indica la realtà ultima e la sola cosa che Dio non può fare è cessare di essere Dio. Ma ciò è proprio quello che l'asserzione che "Dio è diventato uomo" significa. Anche se uno parla di Dio usando "divenire", Egli tuttavia rimane Dio in qualsiasi momento. Non diviene qualcosa che non sia Dio. Di conseguenza è preferibile, dice Tillich, parlare di un essere divino che è diventato uomo e far riferimento a termini come "Figlio di Dio" o l'"Uomo Spirituale" o l'"Uomo dall'Alto" che vengono usati nel linguaggio biblico. Una qualunque di queste designazioni usate in questo modo non è una designazione insensata, ma è pericolosa per due ragioni: primo, c'è la connotazione politeistica di esseri divini oltre Dio e, secondo, l'incarnazione viene interpretata in termini di una mitologia in cui esseri divini sono tramutati in oggetti naturali o esseri umani. In tale senso l'incarnazione è ben lungi dall'essere una caratteristica del cristianesimo. Al contrario, è una caratteristica del paganesimo in quanto, nel suo ambito, nessun dio ha superato la base finita sulla quale posa. Per questo motivo, l'immaginario mitologico del politeismo non ha avuto difficoltà a trasformare esseri divini sia in oggetti naturali che in esseri umani. L'uso incondizionato del termine "Incarnazione" nel cristianesimo crea connotazioni pagane, o perlomeno superstiziose.
Un'interpretazione modificatrice del termine "Incarnazione" deve seguire la dichiarazione giovannea che il "Logos si fece carne". "Logos" è il principio della automanifestazione divina in Dio e nell'universo, nella natura e nella storia. "Carne" non significa una sostanza materiale ma sta per esistenza storica. E "si fece" indica il paradosso di Dio che partecipa in quello che non lo accolse e in quello che si estraniò da Lui. Questo non è quindi un mito di tramutazione ma un'affermazione che Dio è manifesto in un processo personale di vita quale partecipante salvifico della condizione umana. Se "Incarnazione" viene compresa in questo modo qualificativo, allora il paradosso cristiano può essere espresso da tale termine.

### Il simbolo "Cristo"

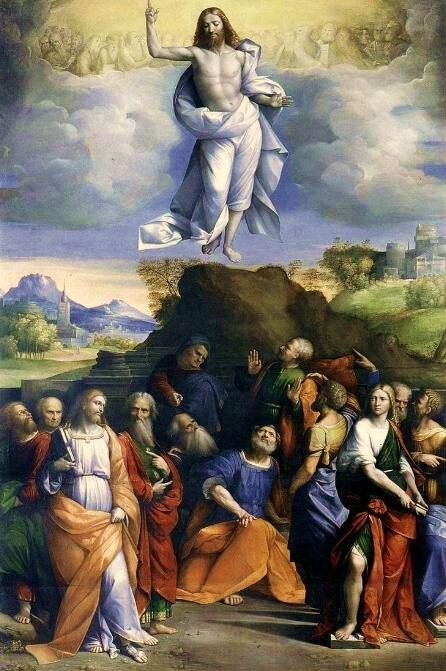
Il Cristo esaltato - Ascensione di Benvenuto Tisi (1510-20)

I teologi tradizionali evitano di esaminare un particolare aspetto della simbologia del "Cristo" nell'ambito dell'incarnazione, sebbene la problematica sia viva e pressante, consciamente o inconsciamente, per molti contemporanei. È il problema di come comprendere il significato del simbolo "Cristo" nella prospettiva dell'immensità dell'universo, del sistema eliocentrico dei pianeti, dell'infinitesima parte di universo costituita dall'uomo e dalla sua storia, e della possibilità di altri "mondi" in cui automanifestazioni divine potrebbero apparire ed esser ricevute. Tali sviluppi diventano particolarmente importanti se si considera che le aspettative bibliche e relative interpretazioni prevedevano la venuta del Messia su un piano cosmico. L'universo rinascerà in un nuovo eone. La funzione del portatore del Nuovo Essere non è solo quella di salvare e trasformare l'esistenza storica dell'uomo, ma di rinnovare l'universo. L'assunto è quindi che il genere umano e le singole persone sono così dipendenti dalle potenze dell'universo che la salvezza dell'uno senza l'altro è impensabile.
Tillich affronta tali questioni affermando che la risposta basilare proviene dal concetto di un uomo essenziale che appare in una vita personale in condizioni di alienazione esistenziale. Ciò limita l'aspettativa del Cristo al genere umano storico. L'uomo nel quale l'uomo essenziale è apparso in esistenza rappresenta la storia umana; più precisamente, come evento centrale, egli crea il significato della storia umana. È la relazione eterna di Dio con l'uomo che si manifesta nel Cristo. Allo stesso tempo, questa risposta basilare lascia aperto l'universo ad altre possibili manifestazioni divine, in altre aree o periodi d'essere. Tali possibilità non possono essere negate – ma non possono essere provate o smentite. L'Incarnazione è unica per il gruppo speciale nel quale si verifica, ma non è unica nel senso che altre incarnazioni singolari in altri mondi unici siano escluse. L'uomo non può sostenere che l'infinito ha penetrato il finito per superare la sua alienazione esistenziale soltanto nell'umanità. L'uomo non può pretendere di occupare l'unico posto possibile dell'Incarnazione. Sebbene dichiarazioni su altri mondi e la loro relazione con Dio non possano essere verificati esperienzialmente, sono tuttavia importanti perché aiutano ad interpretare il significato di termini come "mediatore", "salvatore", "Incarnazione", "il Messia" e "il nuovo eone".
L'interdipendenza di tutto con tutto il resto nella totalità dell'essere include una partecipazione della natura nella storia e richiede una partecipazione dell'universo nella salvezza, scrive ancora Tillich. Quindi, se esistono "mondi" non umani in cui l'alienazione esistenziale non solo è reale - come lo è nell'intero universo - ma nei quali c'è anche un tipo di consapevolezza di questa alienazione, tali mondi non possono sussistere senza l'operazione di una potenza salvifica in loro: altrimenti l'autodistruzione ne sarebbe la conseguenza ineludibile. La manifestazione di una potenza salvifica in un luogo implica che la potenza salvifica sia operante in tutti i luoghi. L'aspettativa del Messia come portatore del Nuovo Essere presuppone che "Dio ami l'universo", anche se nell'incarnazione del Cristo Egli attualizza questo amore solo per l'uomo storico.